# セントラル・リーグ
セントラル・リーグ（英: Central League）は、日本のプロ野球リーグのひとつ。
正式名称は日本プロ野球組織 セントラル・リーグ運営部。呼称はセ・リーグ、またはセ。

## 概要
日本におけるプロ野球リーグの一つで、読売ジャイアンツ（巨人）、阪神タイガース、中日ドラゴンズ、東京ヤクルトスワローズ、横浜DeNAベイスターズ、広島東洋カープの6球団から構成されている。
日本初のプロ野球リーグである日本職業野球連盟設立時の7球団のうち4球団が現存しているが、この4球団のうち巨人・阪神・中日の3球団がセ・リーグに加盟している。親会社に新聞社と鉄道事業者が多かった時代には、鉄道事業者が多いパシフィック・リーグ（パ・リーグ）に対して、新聞社が多いリーグだった。現在も読売新聞グループ本社と中日新聞社が親会社に名を連ね、毎日新聞社と関係があるTBSホールディングスや産業経済新聞社を持分法適用会社とするフジ・メディア・ホールディングスも親会社ではないが出資している。
本拠地球場所在地をパ・リーグの6球団と比較すると、首都圏に3球団（パ・リーグは2球団）、近畿圏に1球団（パ・リーグも1球団）、中京圏に1球団（パ・リーグは無し）と三大都市圏に5球団（パ・リーグは3球団）、札仙広福のうち広島都市圏に1球団（パ・リーグは札幌都市圏、仙台都市圏、福岡都市圏に各1球団の3球団）となっている。
パ・リーグとは異なり、指名打者制（DH制）を採用しておらず、投手を含めた9人のスタメンで構成されているのがセ・リーグの大きな特徴であるが、2027年シーズンよりDH制の導入が決定した。
2019年（令和元年）11月11日にJERAとタイトルパートナー（冠スポンサー）契約を締結。契約期間は2020年（令和2年）から3年間。2020年シーズンより、リーグ戦では「JERA セントラル・リーグ」の名称が使用される。

## 沿革

### 誕生
1949年（昭和24年）、新チーム加盟の是非をめぐり日本野球連盟が分裂し、加盟反対派の読売ジャイアンツ（巨人）、中日ドラゴンズ、松竹ロビンスを中心に、大阪タイガース、新球団の大洋ホエールズ、広島カープ、西日本パイレーツを加えた計7球団でセントラル野球連盟（セントラルやきゅうれんめい）が発足。なお、発足当時は小田急電鉄が球団を所有してセ・リーグに加盟して8球団体制とする計画があったが、これは計画倒れに終わり実現しなかった。
袂を分かった賛成派の4球団（阪急ブレーブス、南海ホークス、大映スターズ、東急フライヤーズ）は、3つの新チーム（毎日オリオンズ、近鉄パールス、西鉄クリッパース）と共に太平洋野球連盟ことパシフィック・リーグ（パ・リーグ）を結成した。
翌1950年（昭和25年）1月には球団所有が中止・消滅に終わった小田急電鉄と入れ替わる形で国鉄スワローズ（現：東京ヤクルトスワローズ）も加盟し、当初の計画から違う形となったが、運営初年度から8球団体制となった。なお、初年度である1950年は松竹ロビンスがセ・リーグ初代優勝チームとなったが、その年の日本シリーズでは親会社のバックアップで戦力を充実させた毎日オリオンズに敗退した。

### 1950年代
その後1951年から1959年にかけて、水原茂監督率いる読売ジャイアンツの第2次黄金期だった。日本シリーズでも1951年から1953年、1955年において、鶴岡一人監督率いる南海ホークスを圧倒し、4度の日本一を達成した。しかし、1956年から1958年ではかつて巨人を指揮した三原脩監督率いる西鉄ライオンズに3年連続で敗退。さらに1959年でも杉浦忠擁する南海ホークスに0勝4敗と敗退した。なお、日本シリーズでストレートでの4連勝を決めたのは南海が史上初だった。
1951年1月10日に開催が予定されたセ・リーグ代表者会議を前に、経営危機に直面していた広島と西日本を整理する構想が浮上したものの、当日の会議では問題を先送りされたが、結局シーズン開始直前に西日本パイレーツがパ・リーグの西鉄クリッパース（現：埼玉西武ライオンズ）と合併し脱退。1952年シーズン終了後には大洋ホエールズと松竹ロビンスが合併して「大洋松竹ロビンス」を結成し、6球団になる。1951年8月19日には中日スタヂアムが全焼、死者4名、重軽傷者多数を出す惨事となった。
以降、親会社及びチーム名の変更こそあるものの、チーム数そのものの増減は無い。大洋松竹ロビンスが1953年（昭和28年）に下関から大阪へ、さらに1955年（昭和30年）大洋ホエールズに改称して神奈川県川崎市の川崎球場へ移転して以降は、各球団の保護地域の変更も無い。同球団は、1978年に横浜市の横浜スタジアムへの移転とともに横浜大洋ホエールズに改称しており、それ以降、本拠地（球場）所在地の変更も無い。
1954年は中日ドラゴンズが杉下茂を擁して球団初のリーグ優勝、その年の日本シリーズでも球団初のパ・リーグ優勝を決めた西鉄ライオンズを破り日本一となった。
1959年6月25日の巨人×大阪戦（後楽園）で、プロ野球史上初めての天覧試合が開催された。1950年代後半から巨人の王貞治・長嶋茂雄が球界のスター選手となり、宿命のライバルである村山実・G.バッキー・金田正一らとの名勝負を繰り広げた。

### 1960年代～1970年代前半
1960年は、前年まで6年連続最下位に喘いでいた、この年に就任した三原脩監督率いる大洋ホエールズが球団初のリーグ優勝。そしてその年の日本シリーズでも西本幸雄監督率いる毎日大映オリオンズ（大毎）を4勝0敗で制した。
巨人は1961年から球団OBの川上哲治が監督に就任。当時の巨人は打撃陣では長嶋茂雄だけが頼りになる存在で、投手陣でも絶対的な存在がいなかった。そのため、川上は『ドジャースの戦法』をチームに導入し、後に「V9」と呼ばれるセ・リーグ9連覇・日本一という前人未到の黄金期を築き上げる。また、1960年代前半にテレビ中継（主に日本テレビ系列など）の普及も相まって、やがて巨人と阪神は爆発的な人気を得ることになる。特に巨人同様読売新聞グループである日本テレビのプロ野球中継は日テレの看板番組でもあり、巨人は爆発的な人気を獲得し、「子供の好きなものといえば『巨人・大鵬・卵焼き』」と言う言葉ができるなど、V9が始まる前から社会現象となっていた。
そんな中、巨人のライバル球団である阪神タイガースは1962年・1964年にリーグ優勝を果たすも、前者は元巨人の監督だった水原茂監督率いる東映フライヤーズに、後者は南海ホークスに敗れた。なお、1964年の日本シリーズは関西私鉄同士だったこともあり、『御堂筋シリーズ』と呼ばれた。

#### 1965年～1973年（巨人のV9時代）
巨人の監督だった川上は、選手個々の実力よりも、『ドジャースの戦法』の導入に代表されるように、他球団に先んじてチームプレーを導入することを優先した。またスタッフでも牧野茂などを招聘。選手においても、王貞治・長嶋茂雄という二人のスーパースター（いわゆるON砲）を筆頭に、森昌彦・柴田勲・黒江透修・高田繁・土井正三といった名選手や、堀内恒夫・高橋一三・城之内邦雄・金田正一といった球史に名を残す投手が揃った。様々なポジションに適した人材が揃っており、1番・2番とクリーンナップで点をとり、あとはその点を守備で徹底して守る、日本における「スモールベースボール」の先駆けである一方、V9の期間中、巨人はセ・リーグ最多チーム得点だった。当時の本拠地だった後楽園球場が狭くて打者有利の球場であった事もあり、V9時代の巨人は攻撃力中心のチームであったと見ることができる。
1965年11月、戦力の均衡を目的として第1回プロ野球ドラフト会議が開催された。
なお同年1965年5月シーズン中、国鉄スワローズはサンケイスワローズとなったが（1962年の産経新聞との業務提携以降、経営権は実質的に国鉄から産経に移行していた）、1970年にはヤクルトに経営権が移行、ヤクルトアトムズとなった。1973年には中日スタヂアムの経営権をめぐる恐喝事件（中日スタヂアム事件）が発生した。

### 1970年代後半 V9の終焉、広島の赤ヘル旋風
1974年に与那嶺要監督の中日ドラゴンズが優勝し、巨人の10連覇を阻止、V9時代は終焉を迎えた。10月14日、戦後史に残る長嶋茂雄の引退スピーチが行われた。翌1975年は、古葉竹識監督率いる広島東洋カープが山本浩二・衣笠祥雄・外木場義郎らを擁して初優勝を果たすとプロ野球界に赤ヘル旋風を巻き起こす。その後も広島カープは高橋慶彦、北別府学、江夏豊らの活躍もあり、3度の日本一（1979年・1980年・1984年）を成し遂げる。
巨人は、V9以降、1975年に球団史上初の最下位という結果になった。ただし、翌1976年・1977年は張本勲、小林繁ら新戦力の活躍によりV2を果たしている。また、1977年9月3日には王貞治がハンク・アーロンの記録を抜く756号を放ち、初の国民栄誉賞を受賞した。
1979年、5位に甘んじたシーズン直後の伊東市での秋季キャンプは『地獄の伊東キャンプ』として語り継がれ、江川卓、中畑清、松本匡史、西本聖、角三男ら後に巨人の主力となる選手もいた。

#### 外国人の活躍
セ・リーグにおいては前掲のバッキー（阪神）や、MLB仕込みの華麗な守備を見せたC.ボイヤー（大洋）、J.シピン（大洋・巨人）らが先駆をなしたが、70年代後半からは日本経済の成長に伴い、MLBでレギュラーであった外国人選手がキャリアの後半にNPBを選ぶケースが増え、R.ホワイトやR.スミス（巨人）、赤鬼ことC.マニエル（ヤクルト）が活躍した。そこから、80年代にはR.バース（阪神）、B.ホーナー（ヤクルト）を筆頭とする圧倒的なパワーを持つ打者が各チームに出現、大人気となる。1994年からは外国人枠の拡大（2名⇒3名。1998年からは4名）にも発展した。
逆に、日本での経験ののち、帰国後にMLBでタイトルを獲るキャリアハイの活躍をした例もあり、C.フィルダー（阪神）、B.ガリクソン（巨人）、A.ソリアーノ（広島）が良く知られている。
指導者としても、前掲の与那嶺要（米国籍。中日監督）のほか、「赤ヘル」の発案者であるJ.ルーツ（広島コーチ・監督）、MLBや南海でレギュラーだったD.ブレイザー（南海HC→広島HC→阪神監督）らが野球先進国アメリカの技術を日本に紹介し、リーグ全体の底上げに寄与した。

### 1980年代 読売ジャイアンツの復活と東京ドーム開場
入団時の混乱から「ヒール」とも言われた江川卓・桑田真澄、また若大将こと原辰徳、現役メジャーであったW.クロマティらの活躍により、長嶋茂雄監督解任後のチームの建て直しに成功した読売ジャイアンツは、80年代を通じて全てAクラスという安定感を取り戻し、リーグ優勝も1981・1983・1987・1989年に達成。とくに1989年は84勝44敗と他者を寄せ付けない圧勝となった。1988年に東京ドームが開場し、のちの5大ドーム時代の先鞭をつけた。

#### 1985年 阪神タイガース、悲願の日本一
1985年の阪神タイガースは、R.バース・掛布雅之・岡田彰布の『バックスクリーン3連発』など、ニューダイナマイト打線と呼ばれる強力打線が活躍し、21年振りのセ・リーグ優勝を達成する。
日本シリーズでは、広岡達朗監督率いる西武ライオンズを破り4勝2敗で球団史上初の日本一に輝いた。

### 1990年代 ヤクルトの黄金期・阪神暗黒時代、フリーエージェントの導入
1990年に野村克也がヤクルトの監督に就任した。この年は後にヤクルトの正捕手として活躍する古田敦也、1991年には高津臣吾などが入団し、ヤクルトの黄金期を担うことになる。他にも広沢克己・飯田哲也・池山隆寛・川崎憲次郎・J.ハウエルなどの活躍もあり、1992年・1993年にセ・リーグ連覇を果たす。さらに1993年の日本シリーズでは、パ・リーグ4連覇中の西武ライオンズを破り、1978年以来15年ぶり2度目の日本一を果たした。その後も生え抜き選手では石井一久・伊藤智仁・真中満・宮本慎也・稲葉篤紀など、移籍選手では吉井理人・田畑一也・T.オマリー・辻発彦・小早川毅彦などが活躍し、野村克也監督時代（1990年～1998年）のヤクルトは、4度のリーグ優勝（1992年・1993年・1995年・1997年）と、（左記1992年を除く）3度の日本一を成し遂げた。1998年シーズン終了をもって野村克也監督は退任し、阪神に移籍した。
一方、その頃の阪神タイガースは昭和末期・平成と2度の暗黒時代に突入。1987年～1991年にかけて、（1989年を除く）4度の最下位を喫した。しかし1992年は、新庄剛志・亀山努・T.オマリーなどが活躍し、ヤクルト・巨人と優勝争いを繰り広げ、最終的には優勝のヤクルトと僅差で2位（巨人と同率2位）と健闘を見せた。しかし、翌1993年以降はBクラスに逆戻り、1995年から2年連続の最下位に転落するなど、再び暗黒時代に突入する。1999年にヤクルト前監督の野村克也が阪神の監督に就任するが、1998年から2001年にかけて4年連続最下位となる。
読売ジャイアンツは90年代をつうじ1990年・1994年・1996年と、黄金期ヤクルトに次ぐ3回の優勝を果たした。中でも1994年の10.8決戦で同率首位の中日を下しての最終戦優勝、1996年のメークドラマ（首位広島に1996年7月6日時点で最大11.5ゲーム差をつけられながらも逆転優勝）は国民的な関心を集め、地上波TV視聴率・観客動員も高水準で推移した。また積極的な補強とドラフト戦略の成功により、1990年V2時点の主力（斎藤雅樹・桑田真澄・槙原寛己の3本柱中心）から、第2期長嶋茂雄政権での主力（松井秀喜・上原浩治・高橋由伸ら00年代優勝メンバー）への転換にも成功した。この間、落合博満・清原和博らのフリーエージェント補強にも成功し、ストーブリーグにおいても話題の中心であり続けた。

#### 1998年 横浜ベイスターズ、38年ぶりのリーグ優勝・日本一
1998年、横浜大洋ホエールズからの改称後6シーズン目となった横浜ベイスターズは、5月終了時点では貯金3の3位だった。しかし、6月後半から石井琢朗・鈴木尚典・R.ローズ・駒田徳広らによる「マシンガン打線」が爆発するようになり、16日から8連勝して首位に立った。その後、オールスター戦を挟んで10連勝、アクシデント続出で失速する巨人とは対照的に首位を固めた。9月4日からの2位中日との直接対決を佐々木主浩の3連投で全勝、大洋ホエールズ以来となる38年ぶり2度目のセ・リーグ優勝を飾った。1998年の日本シリーズは4勝2敗で38年ぶり2度目の日本一を果たした。

### 2000年代 巨人・中日・阪神の3強時代、横浜暗黒時代
この頃のセ・リーグは原辰徳率いる読売ジャイアンツ、岡田彰布率いる阪神タイガース、落合博満率いる中日ドラゴンズが熾烈な優勝争いを繰り広げていた。
巨人は00年代前半には前掲の松井・上原・高橋由、及び阿部慎之助・高橋尚成・仁志敏久・二岡智宏・清水隆行ら生え抜き選手が非常に強く、逆指名などのドラフト改革を追い風としたチーム強化に成功。また、清原和博・江藤智・工藤公康らの移籍組も活躍した。00年代後半は小笠原道大・A.ラミレス・S.グライシンガー・M.クルーン・李承燁らの移籍組がMVP級の活躍、さらに坂本勇人・亀井善行・内海哲也・山口鉄也といった生え抜きスター選手とのベストミックスでV3を達成。00年代の5度のリーグ優勝（2000・2002・2007・2008・2009）は最多であった。
中日は山本昌・岩瀬仁紀・立浪和義・福留孝介・中村紀洋・和田一浩・谷繁元信・荒木雅博の名球会メンバー、また川上憲伸・浅尾拓也・T.ウッズ・井端弘和・森野将彦・吉見一起らのスター選手を擁し、落合博満監督の在任8年間（2004年-2011年）で4度のリーグ優勝（2004・2006・2010・2011）、2007年にはリーグ2位からの日本一を達成した。
阪神は2003年の「血の入れ替え」に象徴されるように、金本知憲・伊良部秀輝・下柳剛・片岡篤史・矢野輝弘らを積極補強し、リストラを断行した。赤星憲広・今岡誠・井川慶・JFK（藤川球児・J.ウィリアムス・久保田智之）・鳥谷敬・能見篤史らも活躍し、星野仙一監督（2002年-2003年）～岡田彰布監督（2004年-2008年）の在任中、2度のリーグ優勝（2003・2005）を達成。2006年・2008年にもシーズン2位ながら80勝を突破した。
しかし、横浜ベイスターズは森祇晶・山下大輔・牛島和彦・大矢明彦（第2期）・田代富雄（代行）・尾花高夫と政権を継いだが、TBS時代（2001年末にマルハから株式取得）、すなわち2002年から2011年の10シーズンをつうじて最下位が8度という暗黒時代に突入し、結果を残せなかった。（なお、2011年末から筆頭株主はDeNAに変更。）
また、広島東洋カープは2002年以降は5位が指定席であり、1998年から2011年にかけての14シーズンでは5位が11度で、全てBクラスであった。その一方で、長年の本拠地だった広島市民球場の老朽化もあり、2009年に新球場への移転に成功するなど、大きなターニングポイントを迎えた。
インターネット社会の到来による娯楽・嗜好の多様化により、プロ野球のTV中継の視聴率が大きく低下した時期でもあり、プロ野球TV中継の主体は、地上波からBS・CSに移行した。
2001年10月からは、自由契約となった選手を対象とした「12球団合同トライアウト」が開始、また2005年からは育成選手制度もスタートした。セ・パ交流戦（2005年より導入）、クライマックスシリーズ（2007年より導入）も参照。
2009年1月1日の改定日本プロフェッショナル野球協約発効に伴い、連盟事務局と直下の審判部・記録部はコミッショナー事務局、パシフィック・リーグ事務局と統合され、コミッショナー直属の『セントラル・リーグ運営部』『審判部』『記録部』となり、リーグ会長職は廃止された。

### 2010年代 広島3連覇、パ・リーグとの実力差
2012年より読売ジャイアンツの3連覇（2012・2013・2014）、（2015年のヤクルト優勝を挟んで）2016年より広島東洋カープの3連覇（2016・2017・2018）、という結果となり、両チームとも2位とのゲーム差を大きく付けた「圧勝」でのV3となった。ただしクライマックスシリーズの導入により、リーグ終盤の興行的好調は継続され、実際に2014年には2位、2017年には3位からの日本シリーズ進出が実現した。広島・横浜では女性ファン層の拡大もあり観客動員が大幅に増加、特に2019年は天皇即位にともなうGW10連休の特需に各チーム10連戦を打った事も奏功し、過去最大規模の年間平均入場者数を達成した。
2010年より本塁打に限ったビデオ判定制度が導入され、その定着後の2016年シーズンからはコリジョンルールがセパ両リーグに適用が開始となり（妨害の有無・得点の成否判定は、ビデオ判定に依るところが大きい）、本塁クロスプレー時のケガ防止に役立つことともなった。また2018年からはさらに進んで、ビデオを活用したリクエスト制度も導入された。
2011年は東日本大震災の発生により電力が逼迫、開幕を両リーグとも3月25日から4月12日に順延した。2012年からは予告先発を導入、また横浜は「横浜DeNAベイスターズ」に呼称が変更となった。
2013年より開幕前のイベントとして東京ビッグサイトにて『セ・リーグファンミーティング』を行っている。
2015年秋に、読売ジャイアンツ所属選手による野球賭博問題が発覚。巨人は渡邉顧問、白石オーナー、桃井会長の3首脳が引責辞任した。
2019年11月11日にJERAとタイトルパートナー（冠スポンサー）契約を締結。契約期間は2020年（令和2年）から3年間でリーグ戦では「JERA セントラル・リーグ」の名称が使用される。
また、セ・パ交流戦の10年連続負け越し（セの548勝671敗41分）、また2010年代をつうじて日本シリーズにおけるセの優勝が1回のみ（セの19勝38敗2分）に終わるなど、セの地盤沈下が語られる事態となった。

#### 2016年～2018年 広島東洋カープ球団史上初の3連覇
2016年は緒方孝市監督率いる広島東洋カープは25年ぶりのセ・リーグ優勝を達成。200勝を達成した黒田博樹・2000本安打を達成した新井貴浩の復帰組ベテランと、投手陣は野村祐輔の16勝3敗の快進撃、B.エルドレッド・外国人投手2人目の沢村賞を受賞したK.ジョンソンといった助っ人外国人、生え抜きの「タナキクマル」（田中広輔・菊池涼介・丸佳浩）、若き大砲の鈴木誠也の若手を組み合わせたベストミックスの優勝であった。
2018年まで、上述の主力組が機能しリーグ戦・交流戦で圧倒的な強さを見せ、球団史上初の3連覇を達成した。（セ・リーグでは巨人以外で初である。）

### 2020年代以降
2020年から2021年にかけ、新型コロナウィルスの発生に伴い、各球場とも観客動員を大きく減らした運営を強いられた。特に2020年は120試合のみの開催で1952年以来68年ぶりの規模縮小、入場者数（275万人、昨対比▲81%）は草創期である1951年以来の少なさとなった。また、クライマックスシリーズが2020年は中止となったほか、外国人選手の入国制限により、契約そのものが出来ない・契約できても来日や帰国が自由にできず、本人や家族のメンタルの問題で出場試合数を大きく減らしてしまう事もあった。2022年7月にはオミクロン株の感染力の強さにより、巨人戦が7月22日から同31日まで6試合連続で延期となるなど大きな影響を受けた。
経営面では、横浜スタジアムが6,000席を超える増席を行い、DeNAによる球場運営会社の買収も相まって財務面を強化。マーケティング戦略も奏功し、DeNAは人気球団となった。なお、ヤクルトの本拠地である現在の神宮球場は、2031年までの使用予定である。
読売ジャイアンツは、読売新聞グループ本社が関与する、築地市場跡地の2030年代新球場建設計画に関連した本拠地移転については、肯定も否定もしていない状況である。
新機軸としては、2022年12月より「現役ドラフト」が開始され、2023年シーズンには前ソフトバンクの大竹耕太郎（阪神）が12勝2敗、前DeNAの細川成也（中日）が24本塁打など、移籍先での活躍を見せた。また、2024年シーズンからは下部2軍リーグに静岡（ウェスタン）、新潟（イースタン）の両球団が加盟した。

#### 2021年 ヤクルト、20年ぶり日本一
翌、2022年にも村上宗隆の56本塁打と三冠王達成を原動力として、リーグ連覇を果たした。

## 現存する加盟球団

### 一覧
|  | 球団名                                         | 保護地域 | 創設年度 | 本拠地球場 | チームカラー |
|  | ---------------------------------------------- | -------- | -------- | --- | ------------ |
|  | 読売ジャイアンツ (Yomiuri Giants)              | 東京都   | 1934年   | 東京ドーム （文京区、北緯35度42分21秒 東経139度45分7秒 / 北緯35.70583度 東経139.75194度）                                                   |              |
|  | 東京ヤクルトスワローズ (Tokyo Yakult Swallows) | 東京都   | 1950年   | 明治神宮野球場 （新宿区、北緯35度40分28.4秒 東経139度43分1.5秒 / 北緯35.674556度 東経139.717083度）                                         |              |
|  | 横浜DeNAベイスターズ (Yokohama DeNA BayStars)  | 神奈川県 | 1950年   | 横浜スタジアム （横浜市中区、北緯35度26分36.18秒 東経139度38分24.1秒 / 北緯35.4433833度 東経139.640028度）                                  |              |
|  | 中日ドラゴンズ (Chunichi Dragons)              | 愛知県   | 1936年   | ナゴヤドーム（バンテリンドーム ナゴヤ） （名古屋市東区、北緯35度11分9.5秒 東経136度56分50.88秒 / 北緯35.185972度 東経136.9474667度）        |              |
|  | 阪神タイガース (Hanshin Tigers)                | 兵庫県   | 1935年   | 阪神甲子園球場 （西宮市、北緯34度43分16.43秒 東経135度21分41.91秒 / 北緯34.7212306度 東経135.3616417度）                                    |              |
|  | 広島東洋カープ (Hiroshima Toyo Carp)           | 広島県   | 1950年   | 広島市民球場（MAZDA Zoom-Zoom スタジアム広島） （広島市南区、北緯34度23分30.76秒 東経132度29分5.03秒 / 北緯34.3918778度 東経132.4847306度） |              |

※ 球団表記順は野球協約の保護地域表記順

### 各球団の略年譜
| 球団名                 | 遍歴 |
| ---------------------- | --- |
| 読売ジャイアンツ       | 1934年12月26日に大日本東京野球倶楽部として結成 1936年、球団名を東京巨人軍に改称 1937年、後楽園球場を本拠地とする 1947年、読売新聞社が経営に当たり、名称を読売ジャイアンツに改称 1988年、東京ドームに本拠地を移転 |
| 阪神タイガース         | 1935年12月10日に阪神電気鉄道を親会社として大阪タイガースを結成 1936年、阪神甲子園球場を本拠地とする 1940年、敵性語である英語の使用禁止を受け、球団名を阪神軍に改称 1946年、球団名を再び大阪タイガースに改称 1961年、球団名を阪神タイガースに改称 |
| 中日ドラゴンズ         | 1936年1月15日に新愛知新聞社を親会社として名古屋軍を結成 1944年、理研工業の傘下に入り、球団名を産業軍に改称 1946年、中部日本新聞社に経営権を譲渡。球団名を中部日本に改称 1947年、球団名を中部日本ドラゴンズに改称 1948年、球団名を中日ドラゴンズに改称。後楽園球場を本拠地とする 1949年、中日スタヂアムに本拠地を移転 1951年、名古屋鉄道が経営参加を表明。球団名を名古屋ドラゴンズに改称 1954年、名古屋鉄道の経営撤退に伴い、球団名を再び中日ドラゴンズに改称 1997年、ナゴヤドームに本拠地を移転 |
| 横浜DeNAベイスターズ   | 1949年12月15日に大洋漁業を親会社としたまるは球団（暫定名）がセントラル・リーグに加盟 1950年、開幕後に球団名を大洋ホエールズに改称。下関市営球場を本拠地とする 1953年、松竹ロビンスとの合併に伴い球団名を大洋松竹ロビンスに改称。大阪スタヂアムに本拠地を移転 1954年、球団名を洋松ロビンスに改称 1955年、松竹の経営撤退に伴い、球団名を再び大洋ホエールズに改称。川崎球場に本拠地を移転 1978年、球団名を横浜大洋ホエールズに改称。横浜スタジアムに本拠地を移転 1993年、大洋漁業→マルハの社名変更に伴い、球団名を横浜ベイスターズに改称 2002年、マルハの球団株式売却により東京放送が経営権を持つ 2011年、東京放送ホールディングスの球団株式売却によりディー・エヌ・エーが経営権を持つ 2012年、球団名を横浜DeNAベイスターズに改称 |
| 広島東洋カープ         | 1949年12月15日に、広島県内の有力企業複数が出資した広島カープがセントラル・リーグに加盟。広島総合球場を本拠地とする 1957年、シーズン中に広島市民球場（初代）に本拠地を移転 1968年、東洋工業が球団筆頭株主となったことに伴い、球団名を広島東洋カープに改称 2009年、広島市民球場（2代）に本拠地を移転 |
| 東京ヤクルトスワローズ | 1950年1月12日に鉄道弘済会などを親会社とした国鉄スワローズがセントラル・リーグに加盟。後楽園球場を本拠地とする 1964年、明治神宮野球場に本拠地を移転 1965年、シーズン中に親会社が産業経済新聞社・フジテレビジョン・ニッポン放送・文化放送の4社となり、球団名をサンケイスワローズに改称 1966年、球団名をサンケイアトムズに改称 1969年、フジサンケイグループとヤクルト本社による共同経営となったことに伴い、球団名をアトムズに改称 1970年、フジサンケイグループの球団株式売却によりヤクルト本社が経営権を持ち、球団名をヤクルトアトムズに改称 1974年、球団名をヤクルトスワローズに改称 2006年、球団名を東京ヤクルトスワローズに改称                                                                                                |

※親会社の企業名、本拠地の球場名はいずれも当時のもの
※球団名の改称年は改称後の初年度シーズンを起点に表記

## 過去に存在した加盟球団
セントラル・リーグの消滅球団と成績
| 球団名                                               | 創設年度 | 優勝回数 | 試合 | 勝利 | 敗戦 | 引分 | 勝率 |
| ---------------------------------------------------- | -------- | -------- | ---- | ---- | ---- | ---- | ---- |
| 松竹ロビンス （Shochiku Robins） （1950年 - 1952年） | 1936年   | 1        | 372  | 185  | 176  | 11   | .512 |
| 西日本パイレーツ （Nishinippon Pirates） （1950年）  | 1950年   | 0        | 136  | 50   | 83   | 3    | .376 |

- 成績はリーグが結成された1950年以降のもの

球団名・本拠地・親会社の遍歴
| 球団名           | 遍歴 |
| ---------------- | --- |
| 松竹ロビンス     | 1936年2月15日に國民新聞社を親会社として大東京軍を結成。洲崎球場を本拠地とする 1937年、8月に小林商店および田村駒商店が経営参加を表明。球団名をライオン軍に改称 1941年、敵性語である英語の使用禁止を受け、球団名を朝日軍に改称 1946年、球団名をパシフィックに改称 1947年、球団名を太陽ロビンスに改称 1948年、球団名を大陽ロビンスに改称。阪急西宮球場に本拠地を移転 1950年、松竹が経営参加を表明し、球団名を松竹ロビンスに改称。衣笠球場に本拠地を移転 1953年、シーズン開幕前に大洋ホエールズと合併。合併球団名は大洋松竹ロビンスとなる。合併に先立ち田村駒商店が経営から撤退。 |
| 西日本パイレーツ | 1949年12月15日に西日本新聞社を親会社とした西日本パイレーツがセントラル・リーグに加盟。平和台野球場を本拠地とする 1951年、シーズン開幕前に西鉄クリッパースと合併しパシフィック・リーグへ移動脱退。合併球団名は西鉄ライオンズとなる |

- 親会社の企業名、本拠地の球場名はいずれも当時のもの
- 球団名の改称年は改称後の初年度シーズンを起点に表記

## 試合方式

### 総当り回数
1952年のフランチャイズ（ホームタウン）制度採用後はホーム・アンド・アウェー方式で、原則それぞれ半分ずつの試合を行う。
| 年度      | 試合数 | 内訳     | 内訳   | 備考   |
| 年度      | 試合数 | リーグ戦 | 交流戦 | 備考   |
| --------- | ------ | -------- | ------ | ------ |
| 1950      | 140    | 20×7     | -      |        |
| 1951-1952 | 120    | 20×6     | -      |        |
| 1953-1962 | 130    | 26×5     | -      |        |
| 1963-1965 | 140    | 28×5     | -      |        |
| 1966-1996 | 130    | 26×5     | -      |        |
| 1997-2000 | 135    | 27×5     | -      | ※1     |
| 2001-2004 | 140    | 28×5     | -      |        |
| 2005-2006 | 146    | 22×5     | 6×6    |        |
| 2007-2014 | 144    | 24×5     | 4×6    |        |
| 2015-2019 | 143    | 25×5     | 3×6    | ※1、※2 |
| 2020      | 120    | 24×5     | -      |        |
| 2021-     | 143    | 25×5     | 3×6    | ※1、※2 |

※1：1997年 - 2000年と2015年 - 2019年、2021年 -（リーグ間の対戦）は総当りが奇数回となるため、対戦カードのどちらか一方がホームゲームを1試合多く行う形式（前者は14試合、後者は13試合）である。なお1試合増加分のホームチームについては、2年単位で隔年入れ替わりである。
※2：2015年以降のセ・パ交流戦は3回総当たりとなるため、対戦カードごとに隔年でホームチームを入れ替える。
- 尚、2024年の公式戦は、2025年シーズンとホームゲームとビジターゲームを3チームずつ入れ替えて実施する。

引き分けに関する扱い
- 引き分け再試合制度実施年：1962年、1966年 - 1968年、1990年 - 2000年
- 引き分けを0.5勝0.5敗で勝率計算した年：1956年 - 1961年

上記が規定上の対戦回数であるが、諸事情により公式戦を一部中止した年度がある。
- 1950年：日本シリーズの日程関係のため一部試合を中止。
- 1951年：広島カープが存続問題から第一節（3月29日 - 4月6日）の参加を見送り。この期間の対広島戦中止。また、同年10月20日より予定されていた日米野球の日程関係のため同月9日でペナントレースを打ち切り。
- 1953年：読売ジャイアンツがアメリカ遠征のため第一〜第三節途中（3月28日 - 4月9日）まで不参加で、かつ日本シリーズに進出したため、また同年10月17日より開催のアメリカメジャーリーグ遠征チームとの交流試合の日程の都合上、読売ジャイアンツ対国鉄スワローズ戦5試合を残してペナントレースを打ち切り。
- 2004年：選手会が球団合併凍結などを求めたプロ野球ストライキを9月18日と19日に決行したため、同日に予定されていた全試合を中止。
- 2020年：新型コロナウイルス感染拡大の影響で開幕が約3ヶ月延期となり、シーズン日程を再考。交流戦が中止となるなど一部日程が変更され、当初の143試合から120試合に試合数を削減。

### 回数・時間制限
| 年                             | 内容 |
| ------------------------------ | --- |
| 1950年 - 1951年                | シングルの場合は回数・時間制限なし（デーゲームの場合日没まで）。 ダブルヘッダー第1試合は延長戦は原則として12回。ただしナイトゲーム（薄暮開催含む）は9回まで。 |
| 1952年 - 1954年5月24日まで     | シングル、ダブルヘッダーとも原則として勝敗が決するまで時間・回数無制限。 ナイトゲームは深夜24時を過ぎて次のイニングに入らない。 |
| 1954年5月25日 - 同年の閉幕まで | デーゲームで開催のシングルの場合は時間・回数制限なし（日没まで。以後1973年まで同じ）。 ダブルヘッダー第1試合は延長12回まで（回数制限は1962年まで同じ）、ナイトゲームは22:30まで。 |
| 1955年 - 1958年                | ナイトゲームは22:15まで。 |
| 1959年 - 1962年                | ナイトゲームは22:30まで（時間制限は1963年も同じ）。 |
| 1963年                         | ダブルヘッダー第1試合は延長13回まで。 |
| 1964年 - 1965年                | ダブルヘッダー第1試合は延長12回まで。 ナイトゲームは22:15まで（時間制限は1967年まで同じ）。 |
| 1966年 - 1967年                | ダブルヘッダー第1試合は延長11回まで。 |
| 1968年 - 1970年                | ダブルヘッダー第1試合は延長12回まで。 ナイトゲームは22:20まで。 |
| 1971年                         | ダブルヘッダー第1試合は延長12回まで。 ナイトゲームは原則として試合開始時刻から3時間20分を過ぎて次のイニングに入らない。 ただし、以下の規定がある（時間制限は1973年まで同じ）。 (1)：19:00以降開始の場合は経過時間に関わらず22:20を過ぎて次のイニングに入らない。 (2)：9回を満たさずに時間制限が来た場合であっても、9回までは必ず試合する。      |
| 1972年 - 1973年                | ダブルヘッダー第1試合は、延長11回まで。 |
| 1974年 - 1982年                | ダブルヘッダー第1試合については9回まで（回数制限は1987年まで同じ）。 その他の試合（ダブルヘッダー第2試合含む）は試合開始から3時間を過ぎて次のイニングに入らない。ただし、以下の規定がある。 (1)：19:00以降は経過時間にかかわらず22:00を過ぎて次のイニングに入らない。 (2)：9回を満たさずに時間制限が来た場合であっても、9回までは必ず試合する。 |
| 1983年 - 1987年                | ダブルヘッダー第1試合以外は、開始時刻に関わらず試合開始から3時間20分を過ぎて次のイニングに入らない。 ただし、9回を満たさずに時間制限が来た場合であっても、9回までは必ず試合する。 |
| 1988年 - 1989年                | 延長12回まで、時間制限なし。 ただし、ダブルヘッダー第1試合については9回までで打ち切り。 |
| 1990年 - 2000年                | 延長15回まで、時間制限なし。引き分けの場合は再試合（降雨コールド時も含む）。 |
| 2001年 - 2010年                | 延長12回まで、時間制限なし。 |
| 2011年 - 2012年                | 延長12回まで。ただし、東日本大震災に伴う節電対策として以下の規定がある。 (1)：試合開始から3時間30分（雨天等による中断時間も含む）が経過した場合は次のイニングに入らない。 (2)：9回を満たさずに時間制限が来た場合であっても、9回までは必ず試合する。 ※ただしクライマックスシリーズでは時限なし。                                                 |
| 2013年 - 2019年                | 延長12回まで、時間制限なし。 |
| 2020年                         | 延長10回まで、時間制限なし。 |
| 2021年                         | 延長なし、時間制限なし。 |
| 2022年                         | 延長12回まで、時間制限なし。 |

### 順位の決め方
- 2000年以前は勝率順で決めており、勝率が同率でシーズンが終了した場合のみ、プレーオフで優勝を決めることとなっていた。
- 2001年は例外的に勝ち星の多い順で順位を決定していた。ただし、勝ち星1位と勝率1位のチームが異なった場合は3戦2勝制のプレーオフを行い優勝を決定する。
- 2002年からは再び勝率順に変更された。ただし、勝率3位以内に勝ち星1位のチームが別にいた場合、3戦2勝制のプレーオフで優勝を決定する。この制度は2006年まで続いた。
※以上のようなケースによるプレーオフは2006年まで過去1度もなかった。
- 2007年からはクライマックスシリーズの導入により、以下の制度となった（クライマックスシリーズの結果にかかわらず、レギュラーシーズンの順位がリーグ確定順位となる）。
  1. レギュラーシーズンの勝率
  2. 1が同率の場合、勝利数の多いチームが上位
  3. 2も同じ場合、当該球団間の直接対戦で勝率が高い順
  4. 3も同率の場合、前年度順位の上位

※2015年度は3チーム以上が勝率で並ぶ場合があるため、その場合でも2チームが同成績で並んだ場合に従って優勝を決める方式となった。
- 2022年度からは一部改正が施されており、勝率1位球団が複数あった場合、上記の3→4の間に「同一リーグの参加チーム（2022年度：6チームによる25回総当たり125試合）の勝率の高いほうを上位扱い」とするというルールが定められ、これにより順位決定方法は、
  1. レギュラーシーズンの勝率
  2. 1が同率の場合、勝利数の多いチームが上位
  3. 2も同じ場合、当該球団間の直接対戦で勝率が高い順
  4. 3も同じ場合、同一リーグの参加チーム間における総当たりにおける勝率の高い順
  5. 4も同率の場合、前年度順位の上位

に変更された。（パ・リーグの場合は、1で並んだ場合は、2ではなく、3以下同文の順番である）
- パ・リーグのような、年間勝率1位球団がV逸した例は、これまで発生していない。

### 試合開催可否の決定権
雨天など自然災害による開催可否の決定権は、原則として8月下旬ごろまでは、試合開始前のメンバー交換までであればその試合の主管球団側、それ以後は審判団の判断となるが、終盤以後はその決定権が、メンバー交換の前後を問わず、連盟側に移動する。これを連盟管理節という。
2020-23年度はCovid-19により、選手のコロナ罹患の可能性がある場合を想定し、全試合が連盟管理節だった。

## 結果
- 背景桃色は日本シリーズ制覇。*は左のチームと同率順位
- 2006年までは優勝チームが日本シリーズに出場。クライマックスシリーズ導入後の2007年以降の日本シリーズ出場チームは太字で示す。
- 2011年以降の優勝チームは、（クライマックスシリーズの結果に関わらず）翌年「セ・リーグ　チャンピオン・エンブレム」をユニフォームの袖に装着する[17]。

| 年度                       | 優勝     | 勝 | 敗 | 分 | 2位      | 勝 | 敗 | 分 | 3位      | 勝 | 敗 | 分 | 4位       | 勝 | 敗 | 分 | 5位      | 勝 | 敗 | 分 | 6位       | 勝 | 敗 | 分 | 7位  | 勝 | 敗 | 分 | 8位  | 勝 | 敗 | 分 |
| -------------------------- | -------- | -- | -- | -- | -------- | -- | -- | -- | -------- | -- | -- | -- | --------- | -- | -- | -- | -------- | -- | -- | -- | --------- | -- | -- | -- | ---- | -- | -- | -- | ---- | -- | -- | -- |
| 1950                       | 松竹     | 98 | 35 | 4  | 中日     | 89 | 44 | 4  | 巨人     | 82 | 54 | 4  | 大阪      | 70 | 67 | 3  | 大洋     | 69 | 68 | 3  | 西日本    | 50 | 83 | 3  | 国鉄 | 42 | 94 | 2  | 広島 | 41 | 96 | 1  |
| 1951                       | 巨人     | 79 | 29 | 6  | 名古屋   | 62 | 48 | 3  | 大阪     | 62 | 51 | 3  | 松竹      | 53 | 57 | 5  | 国鉄     | 46 | 59 | 2  | 大洋      | 40 | 64 | 4  | 広島 | 32 | 64 | 3  |      |    |    |    |
| 1952                       | 巨人     | 83 | 37 |    | 大阪     | 79 | 40 | 1  | 名古屋   | 75 | 43 | 2  | 大洋      | 58 | 62 |    | 国鉄     | 50 | 70 |    | 広島      | 37 | 80 | 3  | 松竹 | 34 | 84 | 2  |      |    |    |    |
| 1953                       | 巨人     | 87 | 37 | 1  | 大阪     | 74 | 56 |    | 名古屋   | 70 | 57 | 3  | 広島      | 53 | 75 | 2  | 洋松     | 52 | 75 | 1  | 国鉄      | 45 | 79 | 1  |      |    |    |    |      |    |    |    |
| 1954                       | 中日     | 86 | 40 | 4  | 巨人     | 82 | 47 | 1  | 大阪     | 71 | 57 | 2  | 広島      | 56 | 69 | 5  | 国鉄     | 55 | 73 | 2  | 洋松      | 32 | 96 | 2  |      |    |    |    |      |    |    |    |
| 1955                       | 巨人     | 92 | 37 | 1  | 中日     | 77 | 52 | 1  | 大阪     | 71 | 57 | 2  | 広島      | 58 | 70 | 2  | 国鉄     | 57 | 71 | 2  | 大洋      | 31 | 99 |    |      |    |    |    |      |    |    |    |
| 1956                       | 巨人     | 82 | 44 | 4  | 大阪     | 79 | 50 | 1  | 中日     | 74 | 56 |    | 国鉄      | 61 | 65 | 4  | 広島     | 45 | 82 | 3  | 大洋      | 43 | 87 |    |      |    |    |    |      |    |    |    |
| 1957                       | 巨人     | 74 | 53 | 3  | 大阪     | 73 | 54 | 3  | 中日     | 70 | 57 | 3  | 国鉄      | 58 | 68 | 4  | 広島     | 54 | 75 | 1  | 大洋      | 52 | 74 | 4  |      |    |    |    |      |    |    |    |
| 1958                       | 巨人     | 77 | 52 | 1  | 大阪     | 72 | 58 |    | 中日     | 66 | 59 | 5  | 国鉄      | 58 | 68 | 4  | 広島     | 54 | 68 | 8  | 大洋      | 51 | 73 | 6  |      |    |    |    |      |    |    |    |
| 1959                       | 巨人     | 77 | 48 | 5  | 大阪     | 62 | 59 | 9  | 中日*    | 64 | 61 | 5  | 国鉄      | 63 | 65 | 2  | 広島     | 59 | 64 | 7  | 大洋      | 49 | 77 | 4  |      |    |    |    |      |    |    |    |
| 1960                       | 大洋     | 70 | 56 | 4  | 巨人     | 66 | 61 | 3  | 大阪     | 64 | 62 | 4  | 広島      | 62 | 61 | 7  | 中日     | 63 | 67 |    | 国鉄      | 54 | 72 | 4  |      |    |    |    |      |    |    |    |
| 1961                       | 巨人     | 71 | 53 | 6  | 中日     | 72 | 56 | 2  | 国鉄     | 67 | 60 | 3  | 阪神      | 60 | 67 | 3  | 広島     | 58 | 67 | 5  | 大洋      | 50 | 75 | 5  |      |    |    |    |      |    |    |    |
| 1962                       | 阪神     | 75 | 55 | 3  | 大洋     | 71 | 59 | 4  | 中日     | 70 | 60 | 3  | 巨人      | 67 | 63 | 4  | 広島     | 56 | 74 | 4  | 国鉄      | 51 | 79 | 4  |      |    |    |    |      |    |    |    |
| 1963                       | 巨人     | 83 | 55 | 2  | 中日     | 80 | 57 | 3  | 阪神     | 69 | 70 | 1  | 国鉄      | 65 | 73 | 2  | 大洋     | 59 | 79 | 2  | 広島      | 58 | 80 | 2  |      |    |    |    |      |    |    |    |
| 1964                       | 阪神     | 80 | 56 | 4  | 大洋     | 80 | 58 | 2  | 巨人     | 71 | 69 |    | 広島      | 64 | 73 | 3  | 国鉄     | 61 | 74 | 5  | 中日      | 57 | 83 |    |      |    |    |    |      |    |    |    |
| 1965                       | 巨人     | 91 | 47 | 2  | 中日     | 77 | 59 | 4  | 阪神     | 71 | 66 | 3  | 大洋      | 68 | 70 | 2  | 広島     | 59 | 77 | 4  | サンケイ  | 44 | 91 | 5  |      |    |    |    |      |    |    |    |
| 1966                       | 巨人     | 89 | 41 | 4  | 中日     | 76 | 54 | 2  | 阪神     | 64 | 66 | 5  | 広島      | 57 | 73 | 6  | 大洋     | 52 | 78 |    | サンケイ* | 52 | 78 | 5  |      |    |    |    |      |    |    |    |
| 1967                       | 巨人     | 84 | 46 | 4  | 中日     | 72 | 58 | 4  | 阪神     | 70 | 60 | 6  | 大洋      | 59 | 71 | 5  | サンケイ | 58 | 72 | 5  | 広島      | 47 | 83 | 8  |      |    |    |    |      |    |    |    |
| 1968                       | 巨人     | 77 | 53 | 4  | 阪神     | 72 | 58 | 3  | 広島     | 68 | 62 | 4  | サンケイ  | 64 | 66 | 4  | 大洋     | 59 | 71 | 3  | 中日      | 50 | 80 | 4  |      |    |    |    |      |    |    |    |
| 1969                       | 巨人     | 73 | 51 | 6  | 阪神     | 68 | 59 | 3  | 大洋     | 61 | 61 | 8  | 中日      | 59 | 65 | 6  | アトムズ | 58 | 69 | 3  | 広島      | 56 | 70 | 4  |      |    |    |    |      |    |    |    |
| 1970                       | 巨人     | 79 | 47 | 4  | 阪神     | 77 | 49 | 4  | 大洋     | 69 | 57 | 4  | 広島      | 62 | 60 | 8  | 中日     | 55 | 70 | 5  | ヤクルト  | 33 | 92 | 5  |      |    |    |    |      |    |    |    |
| 1971                       | 巨人     | 70 | 52 | 8  | 中日     | 65 | 60 | 5  | 大洋     | 61 | 59 | 10 | 広島      | 63 | 61 | 6  | 阪神     | 57 | 64 | 9  | ヤクルト  | 52 | 72 | 6  |      |    |    |    |      |    |    |    |
| 1972                       | 巨人     | 74 | 52 | 4  | 阪神     | 71 | 56 | 3  | 中日     | 67 | 59 | 4  | ヤクルト  | 60 | 67 | 3  | 大洋     | 57 | 69 | 4  | 広島      | 49 | 75 | 6  |      |    |    |    |      |    |    |    |
| 1973                       | 巨人     | 66 | 60 | 4  | 阪神     | 64 | 59 | 7  | 中日     | 64 | 61 | 5  | ヤクルト  | 62 | 65 | 3  | 大洋     | 60 | 64 | 6  | 広島      | 60 | 67 | 3  |      |    |    |    |      |    |    |    |
| 1974                       | 中日     | 70 | 49 | 11 | 巨人     | 71 | 50 | 9  | ヤクルト | 60 | 63 | 7  | 阪神      | 57 | 64 | 9  | 大洋     | 55 | 69 | 6  | 広島      | 54 | 72 | 4  |      |    |    |    |      |    |    |    |
| 1975                       | 広島     | 72 | 47 | 11 | 中日     | 69 | 53 | 8  | 阪神     | 68 | 55 | 7  | ヤクルト  | 57 | 64 | 9  | 大洋     | 51 | 69 | 10 | 巨人      | 47 | 76 | 7  |      |    |    |    |      |    |    |    |
| 1976                       | 巨人     | 76 | 45 | 9  | 阪神     | 72 | 45 | 13 | 広島     | 61 | 58 | 11 | 中日      | 54 | 66 | 10 | ヤクルト | 52 | 68 | 10 | 大洋      | 45 | 78 | 7  |      |    |    |    |      |    |    |    |
| 1977                       | 巨人     | 80 | 46 | 4  | ヤクルト | 62 | 58 | 10 | 中日     | 64 | 61 | 5  | 阪神      | 55 | 63 | 12 | 広島     | 51 | 67 | 12 | 大洋      | 51 | 68 | 11 |      |    |    |    |      |    |    |    |
| 1978                       | ヤクルト | 68 | 46 | 16 | 巨人     | 65 | 49 | 16 | 広島     | 62 | 50 | 18 | 大洋      | 64 | 57 | 9  | 中日     | 53 | 71 | 6  | 阪神      | 41 | 80 | 9  |      |    |    |    |      |    |    |    |
| 1979                       | 広島     | 67 | 50 | 13 | 大洋     | 59 | 54 | 17 | 中日     | 59 | 57 | 14 | 阪神      | 61 | 60 | 9  | 巨人     | 58 | 62 | 10 | ヤクルト  | 48 | 69 | 13 |      |    |    |    |      |    |    |    |
| 1980                       | 広島     | 73 | 44 | 13 | ヤクルト | 68 | 52 | 10 | 巨人     | 61 | 60 | 9  | 大洋      | 59 | 62 | 9  | 阪神     | 54 | 66 | 10 | 中日      | 45 | 76 | 9  |      |    |    |    |      |    |    |    |
| 1981                       | 巨人     | 73 | 48 | 9  | 広島     | 67 | 54 | 9  | 阪神     | 67 | 58 | 5  | ヤクルト  | 56 | 58 | 16 | 中日     | 58 | 65 | 7  | 大洋      | 42 | 80 | 8  |      |    |    |    |      |    |    |    |
| 1982                       | 中日     | 64 | 47 | 19 | 巨人     | 66 | 50 | 14 | 阪神     | 65 | 57 | 8  | 広島      | 59 | 58 | 13 | 大洋     | 53 | 65 | 12 | ヤクルト  | 45 | 75 | 10 |      |    |    |    |      |    |    |    |
| 1983                       | 巨人     | 72 | 50 | 8  | 広島     | 65 | 55 | 10 | 大洋     | 61 | 61 | 8  | 阪神      | 62 | 63 | 5  | 中日     | 54 | 69 | 7  | ヤクルト  | 53 | 69 | 8  |      |    |    |    |      |    |    |    |
| 1984                       | 広島     | 75 | 45 | 10 | 中日     | 73 | 49 | 8  | 巨人     | 67 | 54 | 9  | 阪神      | 53 | 69 | 8  | ヤクルト | 51 | 71 | 8  | 大洋      | 46 | 77 | 7  |      |    |    |    |      |    |    |    |
| 1985                       | 阪神     | 74 | 49 | 7  | 広島     | 68 | 57 | 5  | 巨人     | 61 | 60 | 9  | 大洋      | 57 | 61 | 12 | 中日     | 56 | 61 | 13 | ヤクルト  | 46 | 74 | 10 |      |    |    |    |      |    |    |    |
| 1986                       | 広島     | 73 | 46 | 11 | 巨人     | 75 | 48 | 7  | 阪神     | 60 | 60 | 10 | 大洋      | 56 | 69 | 5  | 中日     | 54 | 67 | 9  | ヤクルト  | 49 | 77 | 4  |      |    |    |    |      |    |    |    |
| 1987                       | 巨人     | 76 | 43 | 11 | 中日     | 68 | 51 | 11 | 広島     | 65 | 55 | 10 | ヤクルト  | 58 | 64 | 8  | 大洋     | 56 | 68 | 6  | 阪神      | 41 | 83 | 6  |      |    |    |    |      |    |    |    |
| 1988                       | 中日     | 79 | 46 | 5  | 巨人     | 68 | 59 | 3  | 広島     | 65 | 62 | 3  | 大洋      | 59 | 67 | 4  | ヤクルト | 58 | 69 | 3  | 阪神      | 51 | 77 | 2  |      |    |    |    |      |    |    |    |
| 1989                       | 巨人     | 84 | 44 | 2  | 広島     | 73 | 51 | 6  | 中日     | 68 | 59 | 3  | ヤクルト  | 55 | 72 | 3  | 阪神     | 54 | 75 | 1  | 大洋      | 47 | 80 | 3  |      |    |    |    |      |    |    |    |
| 1990                       | 巨人     | 88 | 42 |    | 広島     | 66 | 64 | 2  | 大洋     | 64 | 66 | 3  | 中日      | 62 | 68 | 1  | ヤクルト | 58 | 72 |    | 阪神      | 52 | 78 |    |      |    |    |    |      |    |    |    |
| 1991                       | 広島     | 74 | 56 | 2  | 中日     | 71 | 59 | 1  | ヤクルト | 67 | 63 | 2  | 巨人      | 66 | 64 |    | 大洋     | 64 | 66 | 1  | 阪神      | 48 | 82 |    |      |    |    |    |      |    |    |    |
| 1992                       | ヤクルト | 69 | 61 | 1  | 巨人     | 67 | 63 |    | 阪神*    | 67 | 63 | 2  | 広島      | 66 | 64 |    | 大洋     | 61 | 69 | 1  | 中日      | 60 | 70 |    |      |    |    |    |      |    |    |    |
| 1993                       | ヤクルト | 80 | 50 | 2  | 中日     | 73 | 57 | 2  | 巨人     | 64 | 66 | 1  | 阪神      | 63 | 67 | 2  | 横浜     | 57 | 73 |    | 広島      | 53 | 77 | 1  |      |    |    |    |      |    |    |    |
| 1994                       | 巨人     | 70 | 60 |    | 中日     | 69 | 61 |    | 広島     | 66 | 64 |    | ヤクルト  | 62 | 68 |    | 阪神*    | 62 | 68 |    | 横浜      | 61 | 69 |    |      |    |    |    |      |    |    |    |
| 1995                       | ヤクルト | 82 | 48 |    | 広島     | 74 | 56 | 1  | 巨人     | 72 | 58 | 1  | 横浜      | 66 | 64 |    | 中日     | 50 | 80 |    | 阪神      | 46 | 84 |    |      |    |    |    |      |    |    |    |
| 1996                       | 巨人     | 77 | 53 |    | 中日     | 72 | 58 |    | 広島     | 71 | 59 |    | ヤクルト  | 61 | 69 |    | 横浜     | 55 | 75 |    | 阪神      | 54 | 76 |    |      |    |    |    |      |    |    |    |
| 1997                       | ヤクルト | 83 | 52 | 2  | 横浜     | 72 | 63 |    | 広島     | 66 | 69 |    | 巨人      | 63 | 72 |    | 阪神     | 62 | 73 | 1  | 中日      | 59 | 76 | 1  |      |    |    |    |      |    |    |    |
| 1998                       | 横浜     | 79 | 56 | 1  | 中日     | 75 | 60 | 1  | 巨人     | 73 | 62 |    | ヤクルト  | 66 | 69 |    | 広島     | 60 | 75 |    | 阪神      | 52 | 83 |    |      |    |    |    |      |    |    |    |
| 1999                       | 中日     | 81 | 54 |    | 巨人     | 75 | 60 |    | 横浜     | 71 | 64 |    | ヤクルト  | 66 | 69 |    | 広島     | 57 | 78 |    | 阪神      | 55 | 80 |    |      |    |    |    |      |    |    |    |
| 2000                       | 巨人     | 78 | 57 |    | 中日     | 70 | 65 |    | 横浜     | 69 | 66 | 1  | ヤクルト  | 66 | 69 | 1  | 広島     | 65 | 70 | 1  | 阪神      | 57 | 78 | 1  |      |    |    |    |      |    |    |    |
| 2001                       | ヤクルト | 76 | 58 | 6  | 巨人     | 75 | 63 | 2  | 横浜     | 69 | 67 | 4  | 広島      | 68 | 65 | 7  | 中日     | 62 | 74 | 4  | 阪神      | 57 | 80 | 3  |      |    |    |    |      |    |    |    |
| 2002                       | 巨人     | 86 | 52 | 2  | ヤクルト | 74 | 62 | 4  | 中日     | 69 | 66 | 5  | 阪神      | 66 | 70 | 4  | 広島     | 64 | 72 | 4  | 横浜      | 49 | 86 | 5  |      |    |    |    |      |    |    |    |
| 2003                       | 阪神     | 87 | 51 | 2  | 中日     | 73 | 66 | 1  | 巨人     | 71 | 66 | 3  | ヤクルト* | 71 | 66 | 3  | 広島     | 67 | 71 | 2  | 横浜      | 45 | 94 | 1  |      |    |    |    |      |    |    |    |
| 2004                       | 中日     | 79 | 56 | 3  | ヤクルト | 72 | 64 | 2  | 巨人     | 71 | 64 | 3  | 阪神      | 66 | 70 | 2  | 広島     | 60 | 77 | 1  | 横浜      | 59 | 76 | 3  |      |    |    |    |      |    |    |    |
| 2005                       | 阪神     | 87 | 54 | 5  | 中日     | 79 | 66 | 1  | 横浜     | 69 | 70 | 7  | ヤクルト  | 71 | 73 | 2  | 巨人     | 62 | 80 | 4  | 広島      | 58 | 84 | 4  |      |    |    |    |      |    |    |    |
| 2006                       | 中日     | 87 | 54 | 5  | 阪神     | 84 | 58 | 4  | ヤクルト | 70 | 73 | 3  | 巨人      | 65 | 79 | 2  | 広島     | 62 | 79 | 5  | 横浜      | 58 | 84 | 4  |      |    |    |    |      |    |    |    |
| クライマックスシリーズ開始 |          |    |    |    |          |    |    |    |          |    |    |    |           |    |    |    |          |    |    |    |           |    |    |    |      |    |    |    |      |    |    |    |
| 2007                       | 巨人     | 80 | 63 | 1  | 中日     | 78 | 64 | 2  | 阪神     | 74 | 66 | 4  | 横浜      | 71 | 72 | 1  | 広島     | 60 | 82 | 2  | ヤクルト  | 60 | 84 |    |      |    |    |    |      |    |    |    |
| 2008                       | 巨人     | 84 | 57 | 3  | 阪神     | 82 | 59 | 3  | 中日     | 71 | 68 | 5  | 広島      | 69 | 70 | 5  | ヤクルト | 66 | 74 | 4  | 横浜      | 48 | 94 | 2  |      |    |    |    |      |    |    |    |
| 2009                       | 巨人     | 89 | 46 | 9  | 中日     | 81 | 62 | 1  | ヤクルト | 71 | 72 | 1  | 阪神      | 67 | 73 | 4  | 広島     | 65 | 75 | 4  | 横浜      | 51 | 93 |    |      |    |    |    |      |    |    |    |
| 2010                       | 中日     | 79 | 62 | 3  | 阪神     | 78 | 63 | 3  | 巨人     | 79 | 64 | 1  | ヤクルト  | 72 | 68 | 4  | 広島     | 58 | 84 | 2  | 横浜      | 48 | 95 | 1  |      |    |    |    |      |    |    |    |
| 2011                       | 中日     | 75 | 59 | 10 | ヤクルト | 70 | 59 | 15 | 巨人     | 71 | 62 | 11 | 阪神      | 68 | 70 | 6  | 広島     | 60 | 76 | 8  | 横浜      | 47 | 86 | 11 |      |    |    |    |      |    |    |    |
| 2012                       | 巨人     | 86 | 43 | 15 | 中日     | 75 | 53 | 16 | ヤクルト | 68 | 65 | 11 | 広島      | 61 | 71 | 12 | 阪神     | 55 | 75 | 14 | DeNA      | 46 | 85 | 13 |      |    |    |    |      |    |    |    |
| 2013                       | 巨人     | 84 | 53 | 7  | 阪神     | 73 | 67 | 4  | 広島     | 69 | 72 | 3  | 中日      | 64 | 77 | 3  | DeNA     | 64 | 79 | 1  | ヤクルト  | 57 | 83 | 4  |      |    |    |    |      |    |    |    |
| 2014                       | 巨人     | 82 | 61 | 1  | 阪神     | 75 | 68 | 1  | 広島     | 74 | 68 | 2  | 中日      | 67 | 73 | 4  | DeNA     | 67 | 75 | 2  | ヤクルト  | 60 | 81 | 3  |      |    |    |    |      |    |    |    |
| 2015                       | ヤクルト | 76 | 65 | 2  | 巨人     | 75 | 67 | 1  | 阪神     | 70 | 71 | 2  | 広島      | 69 | 71 | 3  | 中日     | 62 | 77 | 4  | DeNA      | 62 | 80 | 1  |      |    |    |    |      |    |    |    |
| 2016                       | 広島     | 89 | 52 | 2  | 巨人     | 71 | 69 | 3  | DeNA     | 69 | 71 | 3  | 阪神      | 64 | 76 | 3  | ヤクルト | 64 | 78 | 1  | 中日      | 58 | 82 | 3  |      |    |    |    |      |    |    |    |
| 2017                       | 広島     | 88 | 51 | 4  | 阪神     | 78 | 61 | 4  | DeNA     | 73 | 65 | 5  | 巨人      | 72 | 68 | 3  | 中日     | 59 | 79 | 5  | ヤクルト  | 45 | 96 | 2  |      |    |    |    |      |    |    |    |
| 2018                       | 広島     | 82 | 59 | 2  | ヤクルト | 75 | 66 | 2  | 巨人     | 67 | 71 | 5  | DeNA      | 67 | 74 | 2  | 中日     | 63 | 78 | 2  | 阪神      | 62 | 79 | 2  |      |    |    |    |      |    |    |    |
| 2019                       | 巨人     | 77 | 64 | 2  | DeNA     | 71 | 69 | 3  | 阪神     | 69 | 68 | 6  | 広島      | 70 | 70 | 3  | 中日     | 68 | 73 | 2  | ヤクルト  | 59 | 82 | 2  |      |    |    |    |      |    |    |    |
| 2020                       | 巨人     | 67 | 45 | 8  | 阪神     | 60 | 53 | 7  | 中日     | 60 | 55 | 5  | DeNA      | 56 | 58 | 6  | 広島     | 52 | 56 | 12 | ヤクルト  | 41 | 69 | 10 |      |    |    |    |      |    |    |    |
| 2021                       | ヤクルト | 73 | 52 | 18 | 阪神     | 77 | 56 | 10 | 巨人     | 61 | 62 | 20 | 広島      | 63 | 68 | 12 | 中日     | 55 | 71 | 17 | DeNA      | 54 | 73 | 16 |      |    |    |    |      |    |    |    |
| 2022                       | ヤクルト | 80 | 59 | 4  | DeNA     | 73 | 68 | 2  | 阪神     | 68 | 71 | 4  | 巨人      | 68 | 72 | 3  | 広島     | 66 | 74 | 3  | 中日      | 66 | 75 | 2  |      |    |    |    |      |    |    |    |
| 2023                       | 阪神     | 85 | 53 | 5  | 広島     | 74 | 65 | 4  | DeNA     | 74 | 66 | 3  | 巨人      | 71 | 70 | 2  | ヤクルト | 57 | 83 | 3  | 中日      | 56 | 82 | 5  |      |    |    |    |      |    |    |    |
| 2024                       | 巨人     | 77 | 59 | 7  | 阪神     | 74 | 63 | 6  | DeNA     | 71 | 69 | 3  | 広島      | 68 | 70 | 5  | ヤクルト | 62 | 77 | 4  | 中日      | 60 | 75 | 8  |      |    |    |    |      |    |    |    |

## チーム別記録
- 2024シーズン終了時点のデータ。データは各前身球団を含む。「Aク」はAクラス、「Bク」はBクラスを表す。
- 太字の項目は最多数を表す。球団の列のソートボタンで元の順序に戻る。
- 松竹・西日本の各球団は消滅しているため参考記録として扱う。

| 球団     | 1位 | 2位 | 3位 | Aク計 | 4位 | 5位 | 6位 | 7位 8位 | Bク計 |
| -------- | --- | --- | --- | ----- | --- | --- | --- | ------- | ----- |
| 巨人     | 39  | 13  | 13  | 65    | 7   | 2   | 1   | 0       | 10    |
| 中日     | 9   | 24  | 14  | 47    | 5   | 14  | 9   | 0       | 28    |
| 広島     | 9   | 7   | 10  | 26    | 16  | 22  | 9   | 2       | 49    |
| ヤクルト | 9   | 6   | 6   | 21    | 20  | 15  | 18  | 1       | 54    |
| 阪神     | 6   | 22  | 16  | 44    | 14  | 5   | 12  | 0       | 31    |
| DeNA     | 2   | 6   | 13  | 21    | 12  | 17  | 25  | 0       | 54    |
| 松竹     | 1   | 0   | 0   | 1     | 1   | 0   | 0   | 1       | 2     |
| 西日本   | 0   | 0   | 0   | 0     | 0   | 0   | 1   | 0       | 1     |

## 「人気のセ」
セ・パ12球団の中でも最も人気が高い球団である読売ジャイアンツと阪神タイガースが属しているリーグであることから「人気のセ」と言われており、現実にセの観客動員数はパの観客動員数よりも設立以来常に多い状態で、観客動員数の1位2位を巨人と阪神で占めている。ただし、2020年からの2年間は新型コロナウイルス感染拡大の影響で無観客試合や収容人数制限の試合が多く、三大都市圏では緊急事態宣言発動による無観客試合の増加により、その影響が少なかった広島が観客動員数1位となっている。
巨人と阪神以外の4球団は、その保護地域において（人口動態上）当該球団よりも巨人ファンや阪神ファンが多く分布している場合があること、また親会社の資本力も巨人や阪神に大きく水をあけられていることもあり、観客収入を対巨人戦や対阪神戦に頼る傾向が強い。ただし、中日の場合は親会社である中日新聞社がブロック紙という台所事情により、西日本地域ではファンの分布で他球団に大きく水をあけられている一方で、発行地域である東海地方や北陸地方、関東地方では熱狂的なファンを抱えているという特徴を持ち、他都市間への移動が容易な地理的事情からビジターでの対戦カードは人気が高い。
とはいえ、これらの4球団は対巨人戦や対阪神戦以外の一部の対戦カードで人気カードになることが多く、地方開催試合では特に顕著である。代表例としてPayPayドームでのソフトバンク対広島戦、北陸地方開催での対中日戦、坊ちゃんスタジアムでの対ヤクルト戦等がある。
ファンサービスとしては、広島がジェット風船を始めたのを皮切りに多くの球団が取り入れている。阪神はプロ野球では初めてチアリーディングチームを導入しており(ただし、現在のタイガースガールズは2代目となっている)、2023年現在では広島を除く5球団がチアリーディングチームを持つ。過去にはセ・リーグオールスター東西対抗（1979-1999）が秋季に地方球場で行われていた。

## 各球団監督
| チーム                 | 監督       | 生年月日（年齢）       | 就任年          | 背番号 |
| ---------------------- | ---------- | ---------------------- | --------------- | ------ |
| 読売ジャイアンツ       | 阿部慎之助 | 1979年3月20日（46歳）  | 2024年（2年目） | 83     |
| 阪神タイガース         | 藤川球児   | 1980年7月21日（45歳）  | 2025年（1年目） | 22     |
| 横浜DeNAベイスターズ   | 三浦大輔   | 1973年12月25日（51歳） | 2021年（5年目） | 81     |
| 広島東洋カープ         | 新井貴浩   | 1977年1月30日（48歳）  | 2023年（3年目） | 25     |
| 東京ヤクルトスワローズ | 髙津臣吾   | 1968年11月25日（56歳） | 2020年（6年目） | 22     |
| 中日ドラゴンズ         | 井上一樹   | 1971年7月25日（54歳）  | 2025年（1年目） | 99     |

## 歴代リーグ代表者

### リーグ会長
- 初代：安田庄司（1949年 - 1951年／読売新聞副社長兼編集主幹）
- 2代目：松島鹿夫（1951年 - 1952年／元外務事務次官）
- 3代目：鈴木龍二（1952年 - 1984年／元日本野球連盟会長）
- 4代目：川島廣守（1984年 - 1998年／元内閣官房副長官）
- 5代目：高原須美子（1998年 - 2000年／経済評論家、元経済企画庁長官）
- 6代目：豊蔵一（2001年 - 2008年／元建設事務次官、元住宅・都市整備公団総裁）【リーグ会長職廃止により退任】

### リーグ運営部長
- 初代：大越英雄（2009年 - ）